# 1338
1338 (MCCCXXXVIII) je bilo navadno leto, ki se je po julijanskem koledarju začelo na četrtek.

## Dogodki

### Stoletna vojna
- Francoski kralj Filip VI. nadaljuje z zavzemanjem zadnjih upornih žepov v angleški Gaskonji. Francoska flota to leto napade in uniči južnoangleško pristanišče Portsmouth. Francozi in njihovi najemniki Genovčani prizanesejo edino lokalni katedrali in bolnišnici. Preživele ujetnike odprodajo v suženjstvo. Francozi zatem zavzamejo otok Jersey, z izjemo otočne utrdbe Mont Orgueil. Po kratki vojaški kampanji sta zavzeta še otoka Sark in Guernsey.
- 3. januar - Flandrijski grof Ludvik I. bojkotira uvoz angleške volne, toda flandrijska ekonomija je popolnoma odvisna od angleške. Nadzor nad uvozom angleške volne in njeno predelavo prevzame gentski meščan in mogotec Jacob van Artevelde, ki združi glavna flamska industrijska središča proti profrancoskemu flandrijskemu grofu. 1345 ↔
- 23. marec - Filip VI. izda tajno uredbo za invazijo na Anglijo. Njegova ambicija je, da bi ponovil uspeh Vilijema Osvajalca iz leta 1066. Kasnejše razkritje dokumenta razkrije precejšnje sovraštvo Filipa VI. do Angležev in njegove genocidne načrte. 1346 ↔
- 22. julij - Angleška vojska pod vodstvom Edvarda III. se izkrca v Antwerpnu, kjer postavi svojo bazo za prodor v notranjost Francije.
- 31. avgust - Knoblenz, Nemčija: angleški kralj Edvard III. in nemški kralj Ludvik IV. Wittelsbaški skleneta vzajemno zavezništvo proti francoskemu kralju Filipu VI.. Slednji je namreč preprečil pomiritev med Ludvikom IV. in papežem Benediktom XII. ↓
- 3. september → Ludvik IV. podpre Edvarda III. v zahtevi po francoski kroni in hkrati angleškega kralja razglasi za generalnega vikarja Rimsko-nemškega cesarstva.
- 23. september - Bitka pri Arnemuidenu: francoska flota 48 galej napade 5 angleških trgovskih ladij, ki so založene z volno na poti v Antwerpen. Francozi se polastijo bogatega tovora in pobijejo angleške branilce, ki so se hrabro upirali. Polastijo se tudi treh topov z ene od angleških ladij, kar je prva zabeležena uporaba topov na ladjah.
- 5. oktober - Francoski gusarji in njihovi najemniki Genovčani uničijo južnoangleško mesto Southampton. Preživele ujetnike ponovno odprodajo v suženjstvo preko vez s Kastiljci.
- Naravne smrti umre nominalni Varuh Škotske[1] Andrew Murray, ki je zadnja leta vodil vojno proti Angležem. Škotska ostaja politično razdrobljena s kraljem Davidom II. v izgnanstvu. Do občasnih napetosti prihaja zgolj na obmejni Škotski marki. 1339 ↔

### Severni in Južni dvor, Japonska
- 5. maj - Vojska Severnega dvora ujame in usmrti princa Cunenago, sina cesarja Južnega dvora Go-Daigoja.
- 10. junij - Južni dvor izgubi še enega vojskovodjo in sicer Kitabatakeja Akiieja, ki je proti Severnemu dvoru deloval na območju Osake.
- 17. avgust - Obleganje utrdbe Kuromaru: vojskovodja Južnega dvora Nitta Jošisada z ostanki svoje vojske napade utrdbo Kurumaru, provinca Ečizen, ki jo brani vojskovodja Severnega dvora Hosokava Hakiudži. Nitto Jošisado zadane puščica in v bitki umre. 1339 ↔
- De facto vladar Severnega dvora Ašikaga Takaudži se okliče za šoguna. Šogunat Ašikaga[2], imenovan tudi šogunat Muromači, traja vse do leta → 1573.

### Ostalo
- 24. april - Umrlega bizantinskega princa Teodorja I. Paleologa, ki je po materi podedoval italijansko marko Montferrat, nasledi Ivan II.
- 16. julij - Rhenška izjava, SRC: šest volilnih knezov - kölnski, mainški in tierski nadškofi, vojvoda Saške-Wittenberga, brandenburški mejni grof in pfalški grof - sprejme skupno izjavo, v kateri podpre Ludvika IV. Wittelsbaškega za rimsko-nemškega cesarja. Njegova izvolitev leta 1314 je bila namreč sporna, prav tako izvolitve ni legitimiral noben od papežev, ki so se zvrstili v tem obdobju. Šesterica volilnih knezov se tako sporazume, da kandidat, ki je izvoljen za nemškega kralja[3], ne potrebuje potrditve papeža.
- 22. avgust - Umrlega atenskega vojvodo Vilijema II. nasledi mlajši brat Ivan, vojvoda Randazza. Vilijem II. je bil lastnik večje knjižnice, ki jo je zapustil dominikancem v Palermu.
- 16. julij - Propadajoči Ilkanat: Čobanidi iz Tabriza premagajo Džalaride iz Bagdada. Po zmagi obglavijo džalaridskega marionetnega kana Muhamada in za ilkanatskega kana nastavijo Sati Bego, polsestro zadnjega kana Abu Saida. Džalaridi si kmalu po porazu opomorejo in nastavijo še svojega kana Jahan Temürja. 1339 ↔
- 31. oktober - Avignon: papež Benedikt XII. sprejme mongolsko odposlanstvo s Kitajske.
- Avstrijo, Bavarsko in Češko opustoši roj kobilic.[4]
- Rekonkvista: po zavzetju alžirskega Tlemcena začno maroški Marinidi ponovno resno groziti z zavzetjem Iberskega polotoka. Krščanske kraljevine Kastilija, Portugalska in Aragonija združijo moči in zablokirajo Gibraltarski preliv. 1339 ↔
- Bizantinsko-otomanske vojne: osmanski sultan Orhan osvoji Skoutarion na anatolski strani Bosporske ožine. Turki tako ponovno pridejo v neposredno bližino Konstantinopla.[5] Na anatolski strani so ob severno zahodni anatolski obali Črnega morja (Bitinija, Pfalagonija) v posesti Bizantincev razdrobljeni pasovi manjših utrjenih naseldbin brez vojaške vrednosti.
- Črna smrt prispe do jezera Isik Kul, Kirgistan, kjer opustoši tamkajšnjo nestorijansko skupnost.

## Rojstva
- 4. januar - Muhamed V., granadski emir († 1391)
- 21. januar - Karel V., francoski kralj († 1380)
- 3. februar - Ivana Burbonska, francoska kraljica († 1378)
- 17. maj - Niccolò II. d'Este, italijanski plemič, ferrarski markiz († 1388)
- 2. oktober - Ismail II., granadski emir († 1360)
- 5. oktober - Aleksej III. Veliki Komnen, trapezuntski cesar († 1390)
- 29. november - Lionel Antwerp, angleški princ, grof Ulster († 1368)

Neznan datum
- Albert Mecklenburški, švedski kralj in mecklenburški vojvoda († 1412)
- Čungdžeong, korejski kralj († 1351)
- John Ball, angleški izobčeni duhovnik, lollard († 1381)
- Tvrtko I. Kotromanić, bosanski kralj († 1391)
- Vladimir Olgerdovič, knez Kijevske kneževine († 1398)

## Smrti
- 24. april - Teodor I. Paleolog, markiz Montferrata (* 1291)
- 5. maj - Cunenaga, japonski princ (* 1324)
- 10. junij - Kitabatake Akiie, japonski plemič Južnega dvora (* 1318)
- avgust - Thomas Brotherton, angleški princ, 1. grof Norfolk (* 1300)
- 17. avgust - Nitta Jošisada, japonski vojskovodja (* 1301)
- 22. avgust - Vilijem II., atenski vojvoda (* 1312)

Neznan datum
- Alfonso Fadrique, sicilski plemič, generalni vikar Atenske vojvodine, grof Malte
- Andrew Murray, škotski general in voditelj upora (* 1298)
- Marino Sanudo starejši, beneški državnik in geograf (* 1260)
- Mijočo Šuho, japonski zen budistični mojster (* 1282)
- Muhamad-kan, pretendent za ilkanatskega kana